# Atopsyche tripunctata
Atopsyche tripunctata är en nattsländeart som beskrevs av Banks 1905. Atopsyche tripunctata ingår i släktet Atopsyche och familjen Hydrobiosidae. Inga underarter finns listade i Catalogue of Life.